# Alanis Morissette
Alanis Nadine Morissette (n. 1 iunie 1974, Ottawa, Canada) este o compozitoare, cântăreață, producătoare de înregistrări și (ocazional) actriță maghiaro-canadiano-americană.  Morissette este deținătoarea a 12 Premii Juno și 7 Premii Grammy, vânzând peste 60 de milioane de albume în întreaga lume.
Alanis Morissette a început cariera sa în Canada, înregistrând ca adolescentă două albume realizate în stilul dance-pop, Alanis și Now Is the Time, la casa de discuri MCA Records. Debutul său internațional s-a făcut cu albumul Jagged Little Pill, care este realizat într-o manieră influențată de muzica rock și deține onorantul loc de a fi cel mai bine vândut album în lume al unei muziciene din Canada. Ulterior, Morissette a intervenit decisiv în calitate de producător al propriilor sale albume, producând Supposed Former Infatuation Junkie, Under Rug Swept, So-Called Chaos și albumul în pregătire Flavors of Entanglement.

## Biografie
Morisette s-a născut în data de 1 iunie 1974 în Ottawa, Ontario, Canada. Părinții săi sunt Georgia Mary Ann, profesoară, și Alan Richard Morisette, profesor de franceză și director. Morisette mai are doi frați, Chad, antreprenor și afacerist, și Wade, fratele ei geamăn, muzician. Tatăl său are rădăcini franceze și irlandeze iar mama sa e de origine maghiară. Părinții lui Morisette erau profesori într-o școală militară, iar din cauza slujbei trebuiau să se mute des. Alanis Morisette a copilărit între vârsta de 3 și 6 ani în Lahr (Pădurea Neagră), Germania. Când avea șase ani, s-a întors în Ottawa, învățând să cânte la pian. La opt ani, a început să ia lecții de dans. Morisette a fost crescută catolică. A studiat la școala generală Holy Family Catholic School și la Immaculata High School în clasele a 7-a și a 8-a. Și-a terminat liceul la Glebe Collegiate Institute. A apărut la emisiunea pentru copii "You Can't Do That on Television" timp de cinci episoade.

## Carieră

### Jagged Little Pill
După absolvirea liceului, Morisette se mută din Ottawa în Toronto. Îl cunoaște pe producătorul și textierul Glen Ballard, ce crede în talentul ei și o lasă să îi folosească studioul. Cei doi scriu și compun primul album lansat internațional al lui Morisette, "Jagged Little Pill", album ce străbate tema anxietății adolescentine, și în primăvara anului 1995 semnează un contract cu Maverick Records, companie fondată de Madonna. Albumul este lansat pe 13 iunie 1995. Single-urile albumului au fost, în ordinea lansării, "You Oughta Know", "Hand in My Pocket", "Ironic", "You Learn", "Head Over Feet" și  "All I Really Want". Albumul a intrat în istoria muzicii ca un succes colosal, vânzându-se în 33 de milioane de copii în întreaga lume și ocupând un loc fruntaș în Lista celor mai bine vândute albume.
În anul 1996, Morisette câștigă pentru album șase premii Juno și patru premii Grammy, inclusiv premiul Grammy pentru cel mai bun album al anului. Succesul său a dus la mărirea oportunităților și popularității cântărețelor de pop-rock din anii următori, precum Pink, Shakira, Tracy Bonham și Avril Lavigne. Jagged Little Pill ocupă locul 327 în topul Rolling Stone al celor mai bune albume din toate timpurile.

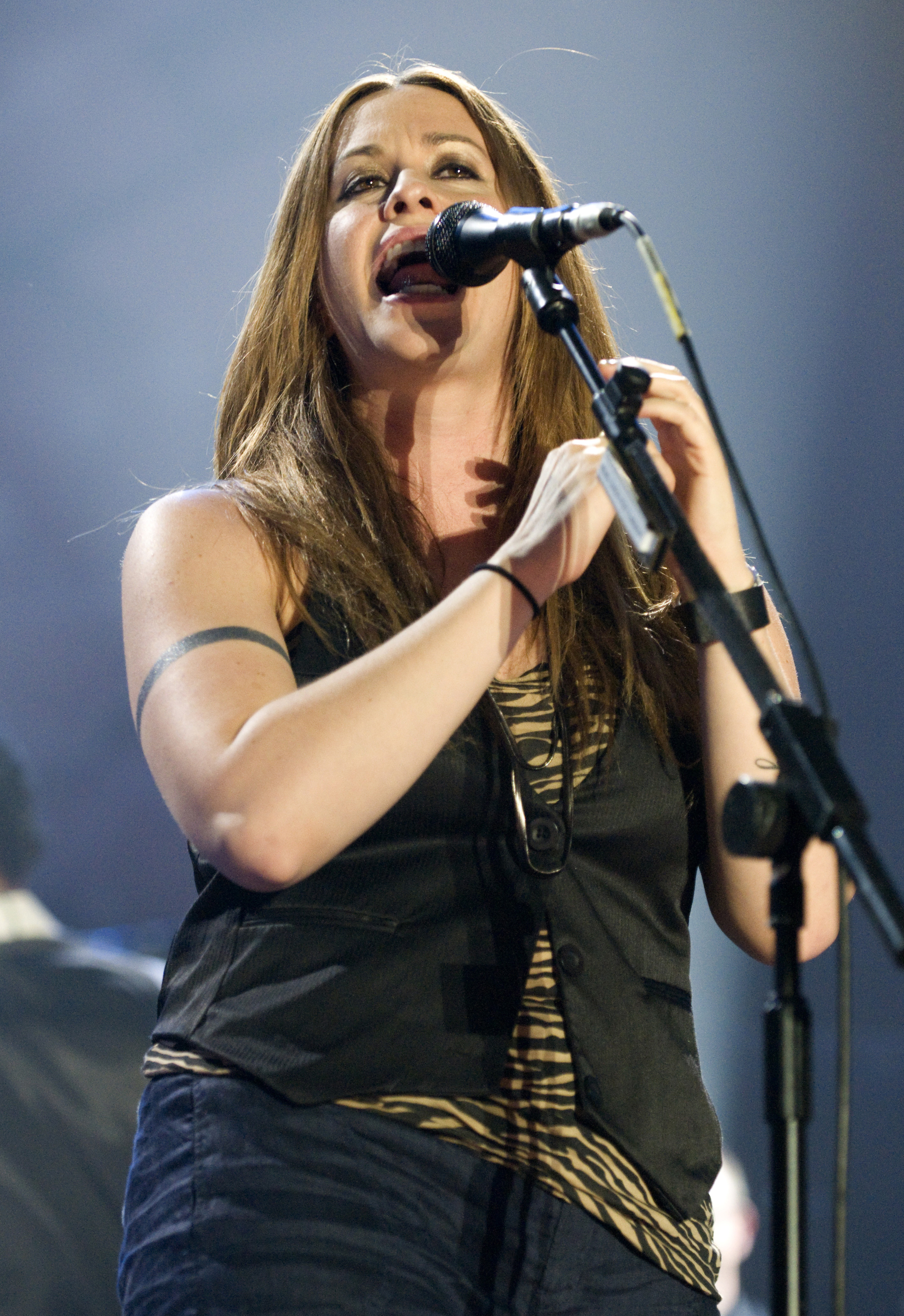
Morissette în Barcelona, 2008

Alanis Morisette a concertat în România, în București, în anul 2008, în cadrul festivalului Bestfest.

## Discografie

### Albume
- Alanis (doar în Canada, 1991)
- Now Is the Time (doar în Canada, 1992)
- Jagged Little Pill (1995)
- Supposed Former Infatuation Junkie (1998)
- Alanis Unplugged (1999)
- Under Rug Swept (2002)
- Feast on Scraps (CD/DVD, 2002)
- Alanis Morissette - iTunes Originals (2004)
- So-Called Chaos (2004)
- Jagged Little Pill Acoustic (2005)
- Alanis Morissette: The Collection (2005)
- Flavors of Entanglement (2008)
- Havoc and Bright Lights (2012)
- Live at Montreux 2012 (2013)

## Filmografie

### Film
| An   | Titlu               | Rol                | Note                                    |
| ---- | ------------------- | ------------------ | --------------------------------------- |
| 1993 | Anything For Love   | Alanis             | Nemenționată                            |
| 1999 | Dogma               | God                |                                         |
| 2004 | De-Lovely           | Cântăreț nedenumit | Cântă "Let's Do It, Let's Fall in Love" |
| 2005 | Fuck                | Rolul său          | Documentar                              |
| 2005 | Just Friends        | Rolul său          | Nemenționată (Doar pe DVD)              |
| 2010 | Radio Free Albemuth | Sylvie             |                                         |

### Televiziune
| An        | Titlu                           | Rol                | Note                                   |
| --------- | ------------------------------- | ------------------ | -------------------------------------- |
| 1986      | You Can't Do That on Television | Rolul său          |                                        |
| 1996      | Malhação                        | Rolul său          | Telenovelă braziliană                  |
| 2000      | Totul despre sex                | Dawn               | Episodul "Boy, Girl, Boy, Girl"        |
| 2002      | Curb Your Enthusiasm            | Rolul său          | Episodul "The Terrorist Attack"        |
| 2003      | Celebritate                     | Rolul său          | Telenovelă braziliană                  |
| 2004      | American Dreams                 | Singer in the Lair | Episodul "What Dreams May Come"        |
| 2005      | Degrassi: The Next Generation   | Principal          | Episodul "Goin' Down the Road: Part 1" |
| 2006      | Lovespring International        | Lucinda            |                                        |
| 2006      | Nip/Tuck                        | Poppy              | 3 episoade                             |
| 2009–2010 | Weeds                           | Dr. Audra Kitson   | 8 episoade                             |
| 2012      | Up All Night                    | Amanda             | Episodul "Travel Day"                  |

### Teatru
| An   | Titlu                 | Rol          |
| ---- | --------------------- | ------------ |
| 1999 | The Vagina Monologues |              |
| 2004 | The Exonerated        | Sunny Jacobs |
| 2010 | An Oak Tree           |              |